# Léntulo Batiato
Cneo Cornelio Léntulo Batiato  fue el propietario (lanista) de una escuela de gladiadores (ludus) en Capua (hoy, Santa Maria Capua Vetere cerca del monte Vesubio) dueño de Espartaco, el líder de la rebelión esclava durante la tercera guerra servil (73-71 a. C.) y otros gladiadores como Criso, Enomao, Casto, Cánico y aproximadamente otros doscientos esclavos (la mayoría tracios y galos), de los cuales setenta escaparon junto a Espartaco.

## Identidad y origen
David Roy Shackleton Bailey escribió que el cognomen Batiatus, según se ha transmitido en la obra de Plutarco, podría ser una corrupción del cognomen Vatia. Así, Léntulo Vatia habría sido, o bien un Servilio Vatia por nacimiento adoptado por un Cornelio Léntulo, o bien un Cornelio Léntulo adoptado por un Servilio Vatia.

## En la ficción
Léntulo Batiato fue interpretado por Peter Ustinov en la película Espartaco de Stanley Kubrick, papel por el cual ganó el Óscar al mejor actor de reparto.
Ian McNeice interpretó a Batiato en la miniserie de 2004 Espartaco.
John Hannah interpretó a Batiato en las dos primeras temporadas de la serie de televisión Spartacus.

## Nota
1. ↑  En latín, Cn. Cornelius Lentulus Batiatus.[1]